# Radiicephalus elongatus
Radiicephalus elongatus is een straalvinnige vissensoort uit de familie van de radiicephalen (Radiicephalidae). De wetenschappelijke naam van de soort is voor het eerst geldig gepubliceerd in 1917 door Osório.